# Basse-Goulaine
Basse-Goulaine (bretonsko Goueled-Goulen) je naselje in občina v francoskem departmaju Loire-Atlantique regije Loire. Leta 2012 je naselje imelo 8.244 prebivalcev.

## Geografija
Kraj leži v pokrajini Bretaniji ob reki Loari in njenem 24 km dolgem levem pritoku Goulaine, 10 km vzhodno od središča Nantesa.

## Uprava
Občina Basse-Goulaine skupaj s sosednjima občinama Haute-Goulaine in Saint-Sébastien-sur-Loire sestavlja marca 2015 ustanovljeni kanton Saint-Sébastien-sur-Loire; slednji se nahaja v okrožju Nantes.

## Pobratena mesta
- Theley (Posarje, Nemčija);